# 17859 Galinaryabova
17859 Galinaryabova este un asteroid din centura principală de asteroizi.

## Descriere
17859 Galinaryabova este un asteroid din centura principală de asteroizi. A fost descoperit pe 22 mai 1998 la Stația Anderson Mesa în cadrul programului LONEOS. Asteroidul prezintă o orbită caracterizată de o semiaxă mare de 3,06 ua, o excentricitate de 0,06 și o înclinație de 10,4° în raport cu ecliptica.